# فرانز هيلينكامب
فرانز هيلينكامب (بالألمانية: Franz Hillenkamp)‏ (و. 1936 – 2014 م) هو كيميائي، وفيزيائي، وأستاذ جامعي من ألمانيا .
توفي في مونستر، عن عمر يناهز 78 عاماً.

## مناصب وهيئات
أدار جامعة مونستر.